# Stanisław Kania
Stanisław Kania (Wrocanka, 8 de marzo de 1927-Varsovia, 3 de marzo de 2020) fue un político polaco.

## Biografía
Nació el 8 de marzo de 1927 en Wrocanka (voivodato de Subcarpacia) y era hijo de un modesto agricultor. Trabajó como aprendiz de herrero hasta que en 1939 se unió a la resistencia a la invasión alemana. En 1945 se afilió al Partido Obrero Polaco, que después se convertiría en el Partido Obrero Unificado Polaco, y en 1952 se graduó en una escuela especial de este partido. En 1968 fue nombrado miembro del Comité Central y en 1975 ascendió al politburó, donde se encargó de los asuntos militares y de seguridad interior.
Durante la primera visita de Juan Pablo II a Polonia, en 1979, despachó diariamente con el cardenal Casaroli, con quien mantenía cierta sintonía, según asegura George Weigel.
Tras el estallido de la crisis del verano de 1980, provocada por las continuas huelgas de los a obreros, el 6 de septiembre de 1980 sustituyó a Edward Gierek al frente de la secretaría del partido para intentar solucionar los problemas económicos, provocados por el ascenso de los precios de los bienes de consumo, y sofocar la revuelta social conducida principalmente por el sindicato independiente Solidaridad, dirigido por Lech Wałęsa.[cita requerida]
El 6 de diciembre de 1980, Kania se reunió con Leonidas Brézhnev. El líder soviético le amenazó con una invasión rusa de Polonia, para normalizar el país. Le llegó a mostrar un mapa en el que aparecía el itinerario que seguirían las tropas rusas para hacerse con el control de Polonia. Kania le hizo ver que esa hipotética invasión produciría una reacción antisoviética, incluso por parte de diversos sectores del régimen comunista polaco. Finalmente, Brézhnev paralizó la invasión.
Su política contemporizadora tanto con los obreros como con la Iglesia fracasó por la radicalización de las protestas, de ahí que el Comité Central del partido le obligara a presentar la dimisión el 18 de octubre de 1981. Fue sustituido en el poder por el general Wojciech Jaruzelski.
Falleció el 3 de marzo a los noventa y dos años en el hospital de Varsovia. La Agencia Estatal de Noticias Polaca informó que la causa de la muerte fue una insuficiencia cardíaca y una neumonía.